# Duales Lernen
Duales Lernen ist ein Lernbegriff der Wirtschaftspädagogik zur Bezeichnung von lernortübergreifenden Lernprozessen.
Duales Lernen findet im Mikrosystem der dualen Berufsbildung statt. Es steht für den Prozess der individuellen Konstruktion neuen Wissens, indem das Vorwissen aus dem einen Lernort durch neue Erfahrungen am anderen Lernort erweitert bzw. abgeglichen wird und so zum Berufsausbildungserfolg beiträgt.